# 민적
 민적(閔頔, 1270년 ~ 1336년 3월 4일(음력 1월 22일))은 고려의 문신이다. 본관은 여흥(驪興). 자는 낙전(樂全), 호는 운재(芸齋)이다. 민종유(閔宗儒)의 장남이다.

## 생애
어렸을 때 외조부 유천우(兪千遇)에게 기특히 여겨져, 뒷날 반드시 귀하게 될 것이라는 예언을 들었고, 이모부인 전 재상 김군(金頵)에게 양육되었다.
1279년(충렬왕 5) 10세의 나이로 절에 가서 글을 배웠는데, 천성이 총명하여 글을 가르쳐 주면 바로 그 뜻을 깨달았으며, 미목이 수려하고 풍채가 빼어나서 한번 본 사람은 모두 사랑하였다.
충렬왕(忠烈王)도 그의 소문을 듣고 궁중으로 불러 보고는 민적을 가리켜 국선(國仙)으로 지목했다.
1285년(충렬왕 11) 16세로 문과에 급제하여 동궁(東宮)의 요속(僚屬)가 되었다가, 여러 차례 관직을 옮겨 첨의주서(僉議注書), 비서랑(秘書郞), 시군부정랑(試軍簿正郞), 판도정랑(版圖正郞)·세자궁문랑(世子宮門郞)을 차례로 역임했다.
1298년(충선왕 즉위년) 충선왕(忠宣王)이 즉위하자 비서소윤(秘書少尹)·지제고(知制誥)에 임명되었으나, 같은 해 충렬왕이 복위하고 해가 바뀌자 아버지 민종유(閔宗儒)와 함께 면직되었다.
1308년(충선왕 복위년) 충렬왕이 죽고 충선왕이 복위하자 다시 전의부령(典儀副令), 선부의랑(選部議郞)·지제고, 우승지(右承旨)·전의령(典儀令)·사헌집의(司憲執義)·지선부사(知選部事)를 차례로 역임했다.
곧이어 평양윤(平壤尹)으로 나갔다가 파직되어 다시 한가롭게 지냈으나, 녹봉은 예전처럼 받았다.
1314년(충숙왕 원년) 선부전서(選部典書)·보문각제학(寶文閣提學)·상호군(上護軍)으로 복직되었다가, 언부전서(讞部典書)로 옮겼다.
이듬해 밀직사부사(密直司副使)로 옮겨 재추의 반열에 들었으며, 1316년(충숙왕 3) 민부전서(民部典書)·동지밀직사사(同知密直司事)에 임명되었다가 대사헌(大司憲)으로 옮겼다.
1318년(충숙왕 5) 원의 수도인 연경(燕京)에 하정사(賀正使)로 갔을 때 충선왕을 만났는데, 예전에 자신의 신하였다고 하여 비길 데 없는 후대를 받았다.
1327년(충숙왕 14) 여흥군(驪興君)에 봉해졌으며, 1331년(충혜왕 원년) 밀직사사(密直司事)·진현관대제학(進賢館大提學)·지춘추관사(知春秋館事)에 임명되었다.
1336년(충숙왕 후 5년) 67세로 졸하자 문순(文順)이라는 시호를 받았다.

## 평가
『고려사』는 민종유에 대해 아버지 민종유의 열전에서 이렇게 평했다.
| “ | 현자를 좋아하고 선비를 사랑하였으며, 고아, 집안이 한미한 사람, 늦게 관직을 한 사람들을 대접할 때, 한층 더 정례(情禮)를 다했다. | ” |

## 가족 관계
- 증조 - 민인균(閔仁鈞)[4] : 한림학사(翰林學士)
  - 조부 - 민황(閔滉)[4] : 호부시랑(戶部侍郞)
    - 아버지 - 민종유(閔宗儒, 1245년 ~ 1324년) : 도첨의찬성사(都僉議贊成事)·상호군(上護軍)·판총부사(判摠部事), 충순공(忠順公)
    - 어머니 - 참문학사(叅文學事)·판판도사사(判版圖司事), 문도공(文度公) 유천우(兪千遇, 1209년 ~ 1276년)의 3녀
      - 동생 - 민서(閔舒)[6]
      - 첫째 부인 - 만호(萬戶)·상락군개국공(上洛郡開國公) 김흔(金忻, 1251년 ~ 1309년)의 3녀[4]
        - 장남 - 민사평(閔思平, 1295년 ~ 1359년) : 초명 민평(閔平)·민자이(閔子夷), 도첨의찬성사·상의회의도감사(商議會議都監事)·진현관대제학(進賢館大提學)·지춘추관사(知春秋館事)·상호군, 문온공(文溫公)

      - 둘째 부인 - 도첨의찬성사·진현관대제학·부총부사(副摠副事) 원관(元瓘, 1247년 ~ 1316년)의 3녀[4]
        - 차남 - 민유(閔愉) : 지밀직사사(知密直司事)·대제학(大提學)·여흥군(驪興君), 민심언(閔審言)의 조부
        - 3남 - 민변(閔抃, ? ~ 1377년) : 여흥군
        - 4남 - 민환(閔渙, ? ~ 1362년) : 동지밀직사사(同知密直司事), 정세운(鄭世雲)을 살해한 죄로 처형됨
        - 첫째 사위 - 윤계종(尹繼宗, ? ~ 1346년)[7] : 찬성사(贊成事)
        - 둘째 사위 - 허신(許信)[7][8]: 직제학(直提學)